# Michel Simon
Pour les articles homonymes, voir Simon.
Michel Simon est un acteur suisse, né le 9 avril 1895 à Genève (Suisse) et mort le 30 mai 1975 à Bry-sur-Marne (Val-de-Marne).
Considéré comme un acteur « caméléon » à la voix tonitruante, il a joué dans 145 films, dont La Passion de Jeanne d'Arc de Carl Theodor Dreyer, L’Atalante de Jean Vigo, La Chienne et Boudu sauvé des eaux de Jean Renoir, Drôle de drame et Le Quai des brumes de Marcel Carné, La Beauté du diable de René Clair, La Poison de Sacha Guitry, Le Vieil Homme et l'Enfant de Claude Berri, et dans 150 pièces de théâtre. Il a reçu de nombreux prix et des hommages de plusieurs personnalités du cinéma, en particulier celui de Charlie Chaplin le désignant comme « le plus grand acteur du monde ».

## Biographie

### Enfance

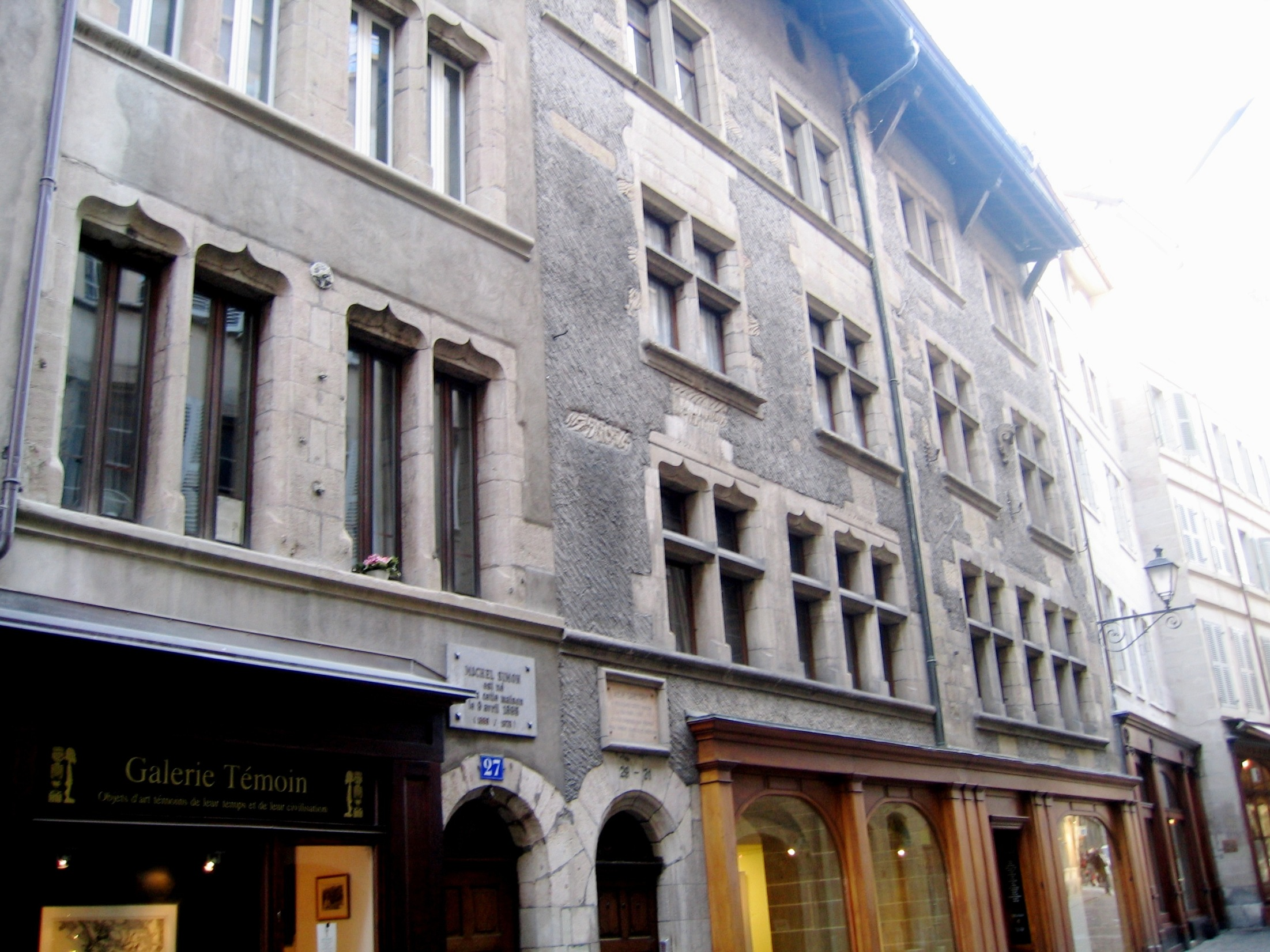
La maison natale de Michel Simon, no 27 Grand-Rue à Genève.

Michel François Joseph Simon naît à Genève au no 27 de la Grand-Rue en 1895, la même année que le cinématographe, ce qui lui fait dire qu'« un malheur n'arrive jamais seul ».
Ses parents Joseph et Véronique sont charcutiers. Ils avaient à la fois la clientèle riche et protestante de la Grand-Rue et également celle catholique du quartier italien de Genève.
Il confie : « J’ai vécu une enfance assez étrange dans la Grand-Rue où Jean-Jacques Rousseau est né, lui au no 40 et moi au 27. Il est devenu pour moi un intime. J’ai passé mon enfance là où il avait mis ses premiers pas. Il s’est enfui de Genève à 16 ans et moi à 17 ans. Rousseau m’a profondément imprégné ».
La personnalité de Michel Simon se dessine dès l’enfance : il a un esprit d’une vivacité peu commune. Il est épris de liberté individuelle avec un amour éperdu de toute forme de vie et il est doté d'un sens de l’observation extrêmement aigu. Il se détourne rapidement de ses études qui s'avèrent catastrophiques au collège de Genève et il se cantonne à la dernière place dans la classe. Son professeur, John Copponex, lui dit : « Simon, vous êtes un cancre, mais vous irez loin. Votre avenir est sur les planches ». Après avoir quitté le collège Calvin, il travaille dans la boucherie familiale et aux abattoirs de la ville de Genève, puis il effectue un apprentissage de photogravure à Carouge (une commune du canton de Genève) . Le jeune Michel rêve de devenir aviateur et il a une grande passion : la littérature. Cette adoration l’amène à dévorer tous les livres qui lui tombent sous la main et, peu à peu, il nourrit une fascination pour la complexité de l’être humain. À 17 ans, il part s'installer à Paris.

### Vie familiale

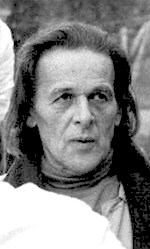
Son fils l'acteur François Simon, en 1972.

Michel Simon se marie le 22 juillet 1916, à 21 ans, avec la musicienne Yvonne Nadège Ryter (1916 à 1919 ). Malgré son mariage, il continue de fréquenter des prostituées, ce qui aura pour conséquence la séparation du couple. En 1917, ils ont un fils Michel dit François Simon, également acteur au théâtre et au cinéma. Il est le grand-père de deux filles, Martine Simon et de la réalisatrice Maya Simon.
On lui connaît de nombreuses liaisons, notamment avec sa maîtresse d'apprentissage. La relation la plus longue est partagée avec Lucienne Bogaert, sa partenaire dans le film Vautrin. À l'âge de 68 ans, il partage sa vie avec Denise Dax, qu'il a connue au théâtre dans une comédie de Jacques Deval, Charmante soirée. Il a également une grande histoire d’amour avec Margarethe Krieger (de) (1936-2010), une artiste peintre allemande qui a réalisé de nombreux portraits de Michel Simon. Il a eu également une liaison avec Josy Goillandeau. La Canadienne Jeanne Carré l’accompagne lors de ses dernières années. Sa dernière conquête est Karen Nielsen qui tient un petit rôle dans son dernier film L'Ibis rouge de Jean-Pierre Mocky en janvier 1975.

### Résidences

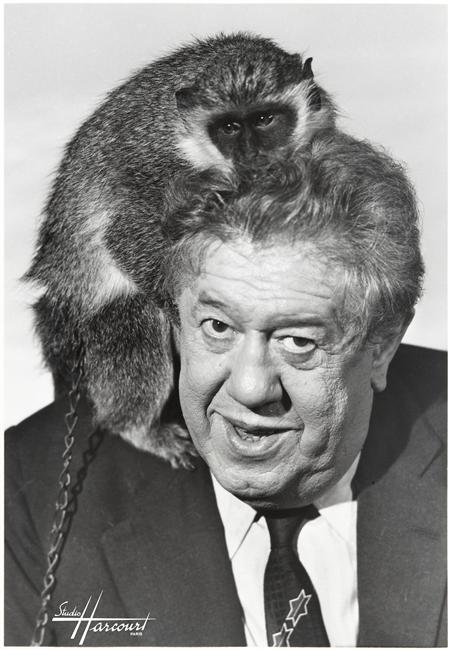
Michel Simon en 1948 avec sa guenon Zaza.

Il réside alternativement dans sa vieille maison de La Ciotat et dans sa propriété de Noisy-le-Grand avec pour tous compagnons, quatre guenons et un perroquet. À La Ciotat dont il était tombé amoureux, il achète une bastide dans laquelle il installe une salle de cinéma. Rachetée par la ville en 1991, elle est devenue un musée hommage au grand acteur grâce aux efforts de L'Association des Amis de Michel Simon,.
Il a vécu également longtemps à Noisy-le-Grand en Seine-Saint-Denis, c'était son jardin secret. Il a souvent promené dans des lieux publics sa guenon nommée Zaza, qu'il costumait. Le domaine de cinq hectares, acheté en 1934, ayant appartenu à Alphonse Allais a été détruit en 1980 par des promoteurs. Un espace culturel municipal porte son nom, il est situé à l'esplanade Nelson-Mandela.

### Vie sexuelle
Michel Simon a eu toute sa vie une grande passion pour le sexe. Dans les années 1970, il s’affiche encore volontiers aux bras de prostituées qu’il présente comme ses « amies ». Il a toujours été un fervent amateur de prostituées et de travestis et lorsqu'elles étaient encore ouvertes, avant 1948, il avait ses entrées dans des maisons closes comme le One-Two-Two ou le Sphinx.
Dans son livre L’album pornographique de Michel Simon, l'écrivain Alexandre Dupouy raconte : « Michel Simon se sentait laid, si laid qu’avec les filles, au moins, ça pouvait passer. Il était très complexé et puis, à cette époque, il faut quand même tenir compte du contexte : les femmes libres et affranchies, elles se vendaient ».
Amateur notoire de pornographie, Michel Simon possède une collection de plus de 100 000 objets en relation avec le sexe : des photos, des éditions originales du marquis de Sade, des godemichets et des automates surprenants. C'est l'une des plus grandes collections au monde dans ce domaine, son fils François Simon l'a dispersée lors de nombreuses ventes, après sa mort.

### Fin de vie

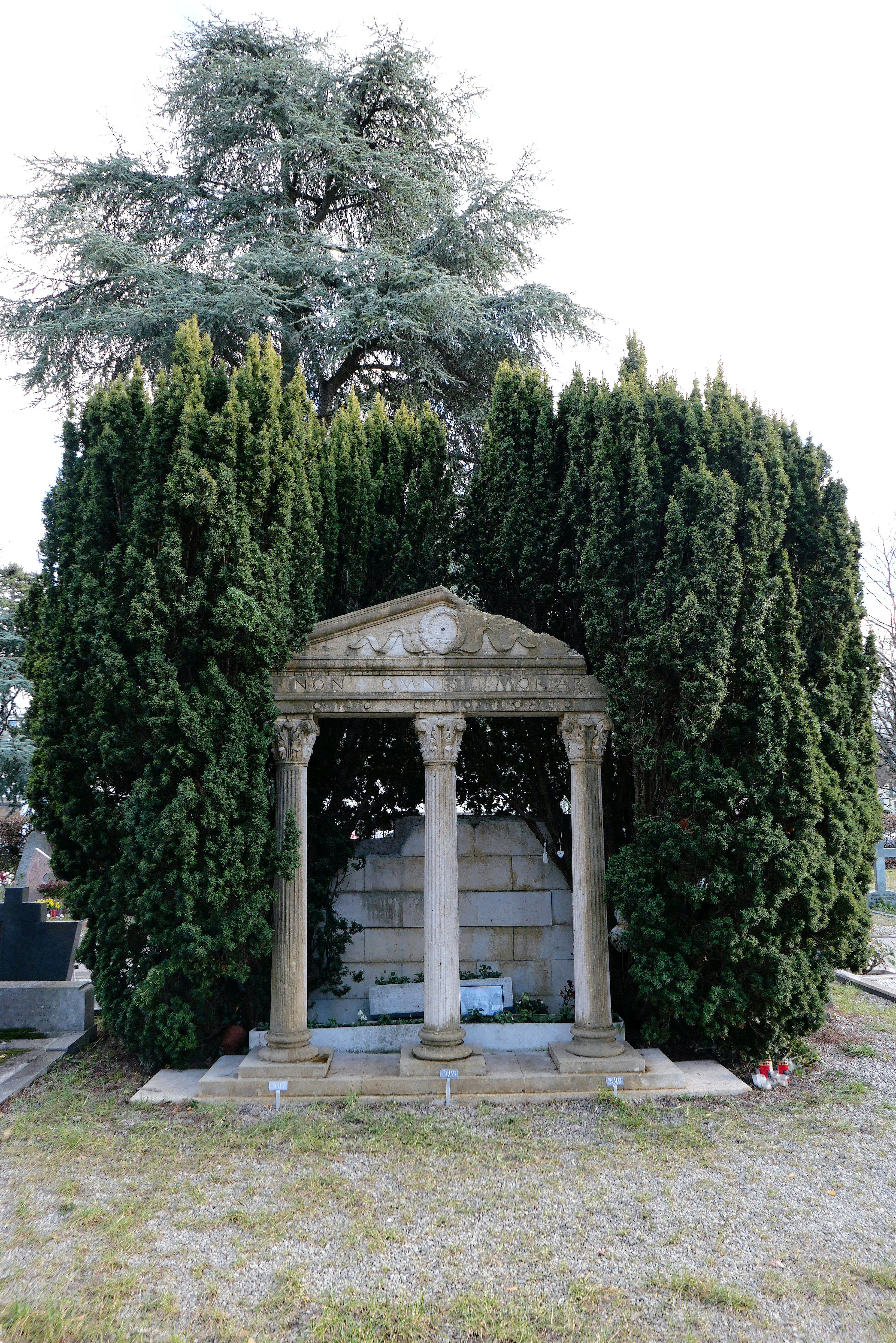
La tombe de Michel Simon à Lancy.

Au premier trimestre de 1975 la santé de Michel Simon se dégrade rapidement. Il ne s'alimente plus et il perd vingt kilos en un mois. Il envisage de tourner pour Bertrand Blier dans Les Valseuses. Il meurt le 30 mai 1975 d'une embolie pulmonaire à l'hôpital Saint-Camille de Bry-sur-Marne, à l'âge de 80 ans.
Selon ses dernières volontés, il repose au cimetière du Grand-Lancy dans sa ville natale de Genève, auprès de ses parents. Sur le frontispice du monument ornant la tombe familiale, cette locution latine : Non omnis moriar (Je ne mourrai pas entièrement) .

## Carrière professionnelle

### Débuts
Ses débuts dans le monde du spectacle à Paris sont modestes. Il réside à l'hôtel Renaissance, rue Saint-Martin puis à Montmartre. Il exerce divers petits métiers, donne des leçons de boxe et vend des briquets de contrebande à la sauvette, puis il est successivement boxeur, camelot, danseur, clown et acrobate dans un numéro de danseurs, les Ribert's and Simon's. Finalement il est photographe de théâtre. Michel Simon est également réputé pour dévorer tous les livres qui lui tombent sous la main avec une prédilection pour les écrits de Georges Courteline.
Mobilisé en Suisse dans l'infanterie lors de la Première Guerre mondiale, Michel Simon est un soldat suisse indiscipliné ; il passe le plus clair de son temps aux arrêts et à l'ombre des cachots. Rapidement, sa santé s'en ressent et il doit être hospitalisé dans un sanatorium à Leysin pour soigner une tuberculose. Il y restera 4 ans.
À Genève en 1915, au cours d'une permission militaire, il voit Georges Pitoëff faire ses débuts d'acteur, en langue française, au théâtre de la Comédie de Genève dans Hedda Gabler d'Henrik Ibsen. C'est un déclic et il décide de devenir acteur à son tour mais ce n'est qu'en octobre 1920 que Pitoëff découvre ses dons de comédien. Il l'engage dans sa troupe à la salle communale de Plainpalais de Genève et il lui confie le rôle du greffier de Mesure pour mesure de William Shakespeare. Michel Simon pratique par ailleurs en même temps son premier métier de photographe avec un certain talent.

### Consécration

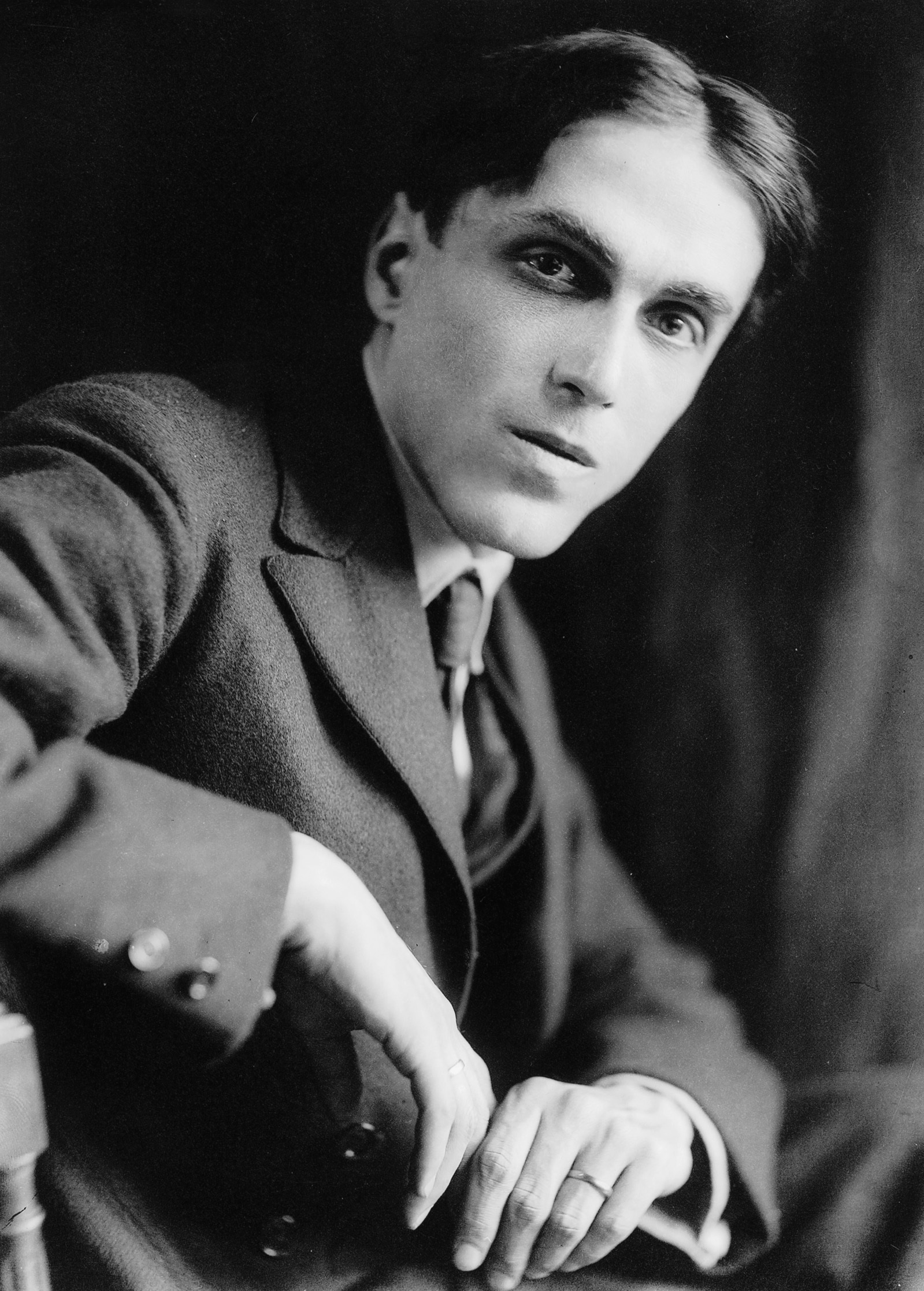
Georges Pitoëff (1920).

En 1922, il suit la troupe des Pitoëff qui s'établit à Paris au théâtre de la comédie des Champs-Élysées. Michel Simon quitte les Pitoëff l'année suivante pour devenir un acteur de boulevard ; il joue des vaudevilles de Tristan Bernard, d'Yves Mirande et de Marcel Achard. Ce dernier le présente à Charles Dullin, en compagnie duquel Michel Simon joue la pièce de Marcel Achard, Je ne vous aime pas avec Valentine Tessier. Il se produit également dans des comédies musicales comme Le Bonheur, mesdames et Les Joies du Capitole, écrites par Albert Willemetz.
Il est ensuite engagé par Louis Jouvet qui a remplacé Pitoëff à la Comédie des Champs-Élysées. C'est avec Louis Jouvet, que Michel Simon s'impose en 1929 dans Jean de la Lune, une pièce de Marcel Achard. Son talent transforme le rôle secondaire de Cloclo pour en faire la principale attraction de la pièce. Indiscipliné et voulant tirer la couverture à lui, Michel Simon s'attire l'inimitié de Louis Jouvet.
La carrière théâtrale de Michel Simon va se poursuivre, de succès en succès, il joue William Shakespeare, George Bernard Shaw, Luigi Pirandello, Oscar Wilde, Maxime Gorki, Édouard Bourdet et Henri Bernstein. S'il se révèle inclassable (comique, dramatique, tragique, vaudeville , etc.), il s'affirme principalement dans la comédie en jouant dans plus de 150 pièces de théâtre entre 1920 et 1975.

### Chanteur
On connaît le comédien, mais un peu moins le chanteur. Son timbre de voix rocailleux ne devait pas le destiner à la chanson et pourtant il a interprété plusieurs chansons qui restent dans les mémoires.
En 1934, il chante deux chansons avec Arletty dans l'opérette Le Bonheur mesdames ! d'Albert Willemetz et Henri Christiné : Elle est épatante, cette petite femme-là et Amour en noir et blanc. Le spectacle est un très gros succès.
En 1961, c’est Mémère sur un texte de Bernard Dimey et une musique de Daniel Wright. Jacques Brel confie : « C'est la plus belle chanson d’amour jamais écrite et j'ai composé La Chanson des vieux amants après l’avoir entendue ».
Dans le film Circonstance atténuantes de Jean Boyer, il chante Comme de bien entendu sur une musique de Georges van Parys avec Arletty, Dorville et Andrex. La chanson est très appréciée par le public. Elle est remise à l'honneur en 2002 par Patrick Bruel en duo avec Renaud sur l'album Entre deux.
En 1968, il interprète, en duo avec Serge Gainsbourg, la chanson L'Herbe tendre pendant le tournage du film Ce sacré grand-père de Jacques Poitrenaud. L’enregistrement s’est effectué sans accompagnement musical lors d'une scène où les deux acteurs SONT assis dans l'herbe en buvant des verres de vin.
En novembre 1969, Marie Laforêt impose Michel Simon en première partie de son récital sur la scène de l'Olympia alors que l’acteur a 74 ans.

## Carrière au cinéma

### Le cinéma muet
C'est toutefois le cinéma qui va lui apporter une immense popularité. Michel Simon débute à l'écran son premier rôle en 1924 en jouant aux côtés de Ivan Mosjoukine dans Feu Mathias Pascal de Marcel L'Herbier, d'après Luigi Pirandello.

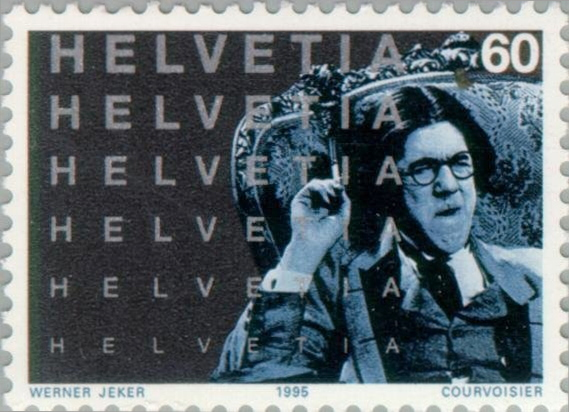
Timbre commémoratif édité par la Poste suisse en 1995 en l’honneur de Michel Simon (La Vocation d’André Carel).

Il tient son premier grand rôle au cinéma avec le réalisateur suisse Jean Choux dans La Vocation d'André Carel. Le film est tourné en 1925 autour du lac Léman selon des méthodes de productions artisanales semblables à celles dont la Nouvelle Vague française revendique l'originalité.
En 1927, il interprète le rôle d'un juge dans La Passion de Jeanne d'Arc de Carl Theodor Dreyer.
Au cinéma muet, il apporte surtout un étonnant physique et un visage peu banal, d'une exceptionnelle mobilité, capable d'expressions qu'il prend grand soin de ne pas transformer en tics. Michel Simon joue des formes de son corps avec une virtuosité infinie : de la laideur intelligente ou sympathique, de la bonté ou de la naïveté, à la laideur grotesque ou inquiétante, cocasse ou stupide, malicieuse ou cruelle. Sa vraie carrière cinématographique ne commence toutefois qu'avec le cinéma parlant quand l'on s'aperçoit que l'élocution et le timbre de voix de l'acteur sont aussi originaux que son physique et son jeu.

### Collaboration avec Jean Renoir
Michel Simon devient une immense vedette avec Jean Renoir, il avait déjà tourné avec lui Tire-au-flanc et On purge bébé d'après la pièce de Georges Feydeau ; c'est le troisième long métrage sonore de Michel Simon.

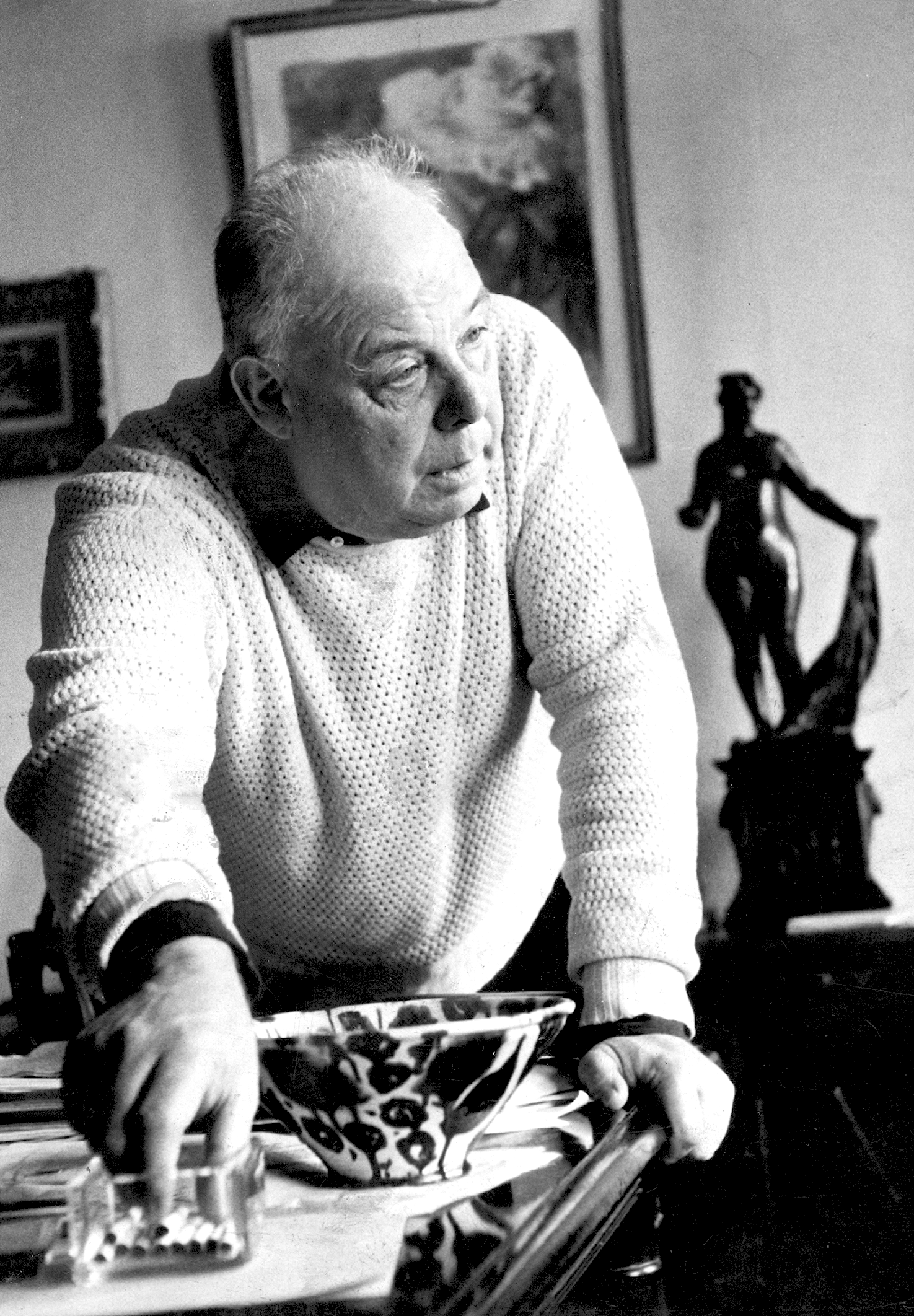
Jean Renoir réalise quatre films avec Michel Simon.

La même année, dans La Chienne, le cinéaste Jean Renoir joue sur deux registres : une comédie à tendances morales et un grand drame social ; c'est un mélange de burlesque et de tragique que Renoir appelle « un drame gai ». Le film est l'un des plus grands succès du cinéma français d'avant guerre. Pendant le tournage, les acteurs se prennent au jeu au point de s'identifier moralement à leurs personnages. Michel Simon devient amoureux de Janie Marèse qui flirte avec Georges Flamant. Le scénario raconte comment l'honnête caissier Legrand (Michel Simon) se trouve conduit par hasard à secourir Lulu (Janie Marèse), une petite grue que brutalisait Dédé (Georges Flamant), son souteneur.
Au début de l'année 1932, Michel Simon décide de fonder avec Jean Renoir une société de production cinématographique qui donne naissance à l'une des plus belles œuvres de Renoir : Boudu sauvé des eaux, d'après la pièce de René Fauchois. L'acteur-producteur avait déjà joué la pièce originale sur scène au théâtre des Mathurins en 1925 et il adorait ce personnage. Un lourd échec commercial met un terme à leurs nombreux projets en commun. "Boudu" s'ouvre sur une sorte de prologue allégorique et bouffon, avec des acteurs déguisés en Priape, Chloë, et Bacchus puis l'on bascule dans une féerie plus ou moins réaliste. Techniquement, le film est très en avance sur son temps, il peut être regardé comme annonciateur de certains procédés de la Nouvelle Vague : un tournage en décors réels, des dialogues quasi improvisés, une prise de son en direct et la caméra dissimulée dans la foule des passants.

### Les années prolifiques

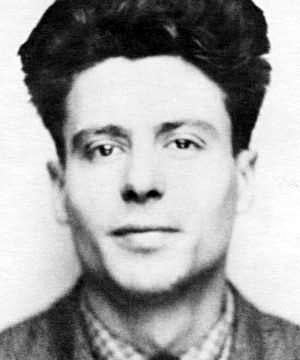
Jean Vigo dans les années 1930.

En 1934, le jeune réalisateur Jean Vigo réalise L'Atalante. Le sujet tient du roman sentimental à l'eau de rose et il s'inspire beaucoup de La Belle Marinière, une comédie dramatique de Marcel Achard. Michel Simon incarne le père Jules, un marinier bougon : c'est l'un des rôles qui comptent dans la vie d'un acteur. Sa diction singulière et son visage si particulier font de lui un acteur caméléon tout à fait à part dans le milieu du cinéma. Malgré un tournage difficile, il ne cesse d'ajouter des éléments oniriques et surréalistes sur les rapports entre les sexes mais également de critique sociale, l'opposition ville-campagne, la déshumanisation des grands ensembles industriels. Le 5 octobre de la même année, Jean Vigo meurt de septicémie, une semaine après que le film est retiré de l'affiche, mais, en juillet 1949, L'Atalante triomphe au Festival du film maudit de Biarritz, fondé par Jean Cocteau.
La même année (1934), il tourne son premier film avec Marc Allégret le Lac aux dames, d'après le roman de Vicki Baum, avec Jean-Pierre Aumont, Simone Simon et Odette Joyeux. Michel Simon retrouve Marc Allégret, en 1936, dans Sous les yeux d'Occident aux côtés de Pierre Fresnay, Pierre Renoir et Jean-Louis Barrault, d'après le roman de Joseph Conrad. Il interprète le rôle de Lespara, un chef révolutionnaire dans un pays d'Europe Centrale.
Toujours en 1934, Le Bonheur de Marcel L'Herbier, est un mélodrame adapté d'une pièce de théâtre d'Henri Bernstein ; le film rencontre un succès considérable avec Gaby Morlay, Charles Boyer et Jean Marais. Dans un rôle secondaire Michel Simon se fait remarquer dans son rôle d'un imprésario vénal et aimant les jeunes hommes.

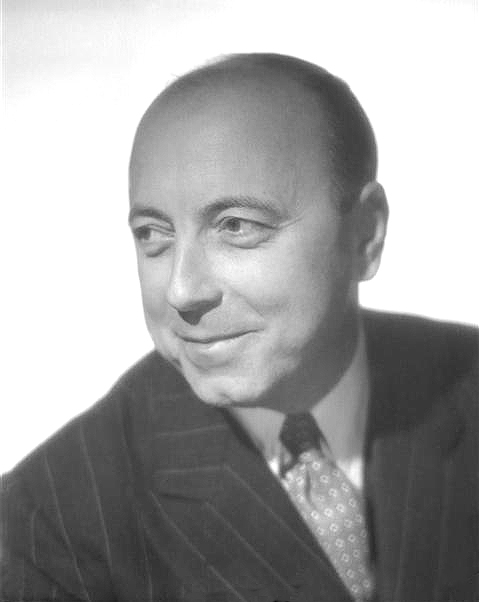
Marcel Carné réalise avec Michel Simon Drôle de drame et Le Quai des brumes.

Drôle de drame de Marcel Carné connaît un demi-échec lors de sa sortie en 1937, mais le film n'est vraiment découvert qu'en 1951 lors de sa reprise. Les dialogues de Jacques Prévert confortent la grande qualité du film. Certaines scènes sont devenues cultes comme la séquence du célèbre souper entre Michel Simon et Louis Jouvet et le fameux « Moi j'ai dit bizarre ? Comme c'est bizarre ! ». Ils sont entourés de Françoise Rosay, Jean-Pierre Aumont et Jean-Louis Barrault. Le film est exploité en Angleterre sous le titre Bizarre, bizarre.
En 1938, il incarne un professeur de dessin, faussaire et alcoolique dans Les disparus de Saint-Agil de Christian-Jaque avec Erich von Stroheim, Armand Bernard et Robert Le Vigan. Le film est tiré du roman de Pierre Véry. Trois étudiants du collège de Saint-Agil disparaissent mystérieusement après avoir surpris un visiteur nocturne.
En 1938, Michel Simon tourne l’un des plus grands classiques du cinéma français Le Quai des brumes de Marcel Carné avec un scénario de Jacques Prévert d'après le roman de Pierre Mac Orlan. Aux côtés de Michèle Morgan, Jean Gabin et Pierre Brasseur, il interprète Zabel, le tuteur de Nelly (Michèle Morgan).

### Durant la seconde guerre mondiale

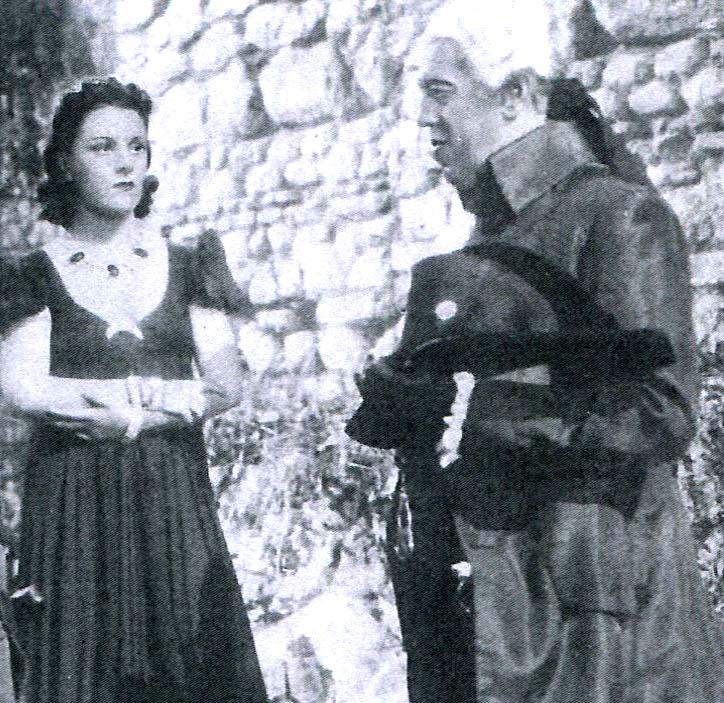
Imperio Argentina et Michel Simon dans La Tosca (1941).

En 1939, il tourne plusieurs films avec de grand comédiens. Au mois de mars, les réalisateurs Claude Autant-Lara et Maurice Lehmann réunissent dans Fric Frac le trio de Michel Simon, Fernandel et Arletty. Durant le tournage Michel Simon et Fernandel sont entrés en rivalité et ils ne s'entendaient pas ; les deux acteurs n'ont plus jamais joué ensemble dans un film.
Toujours en 1939, Julien Duvivier dans La Fin du jour met en scène, dans une maison de retraite, trois vieux comédiens indigents. Une cohabitation étonnante entre Michel Simon en vieil acteur cabotin, Louis Jouvet en vieux « jeune premier » qui croit encore en son pouvoir de séduction et Victor Francen un acteur que le public n'a jamais reconnu.

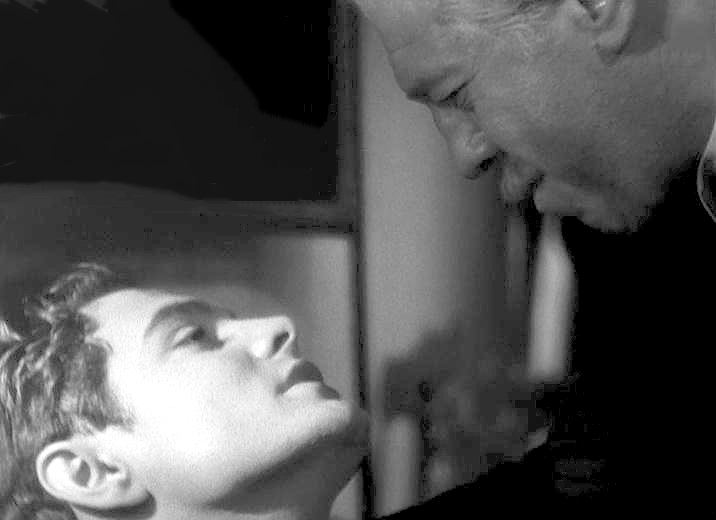
La Comédie du bonheur (1940).

En 1940, il tourne en pleine Occupation, La Comédie du bonheur sous la direction de Marcel L'Herbier avec Louis Jourdan et Micheline Presle. Il interprète le banquier Jourdain que sa famille a fait interner, s'évade de l'asile et se réfugie dans une pension de famille. Le film est sorti en France et en Italie en 1942.
De 1939 à 1942, Michel Simon tourne plusieurs films dans l'Italie fasciste. Cela ne lui apporte guère de satisfaction mis à part en 1941, La Tosca, d'après la pièce de Victorien Sardou. Le film est commencé par Jean Renoir et il est terminé par le réalisateur allemand Carl Koch, avec pour assistant Luchino Visconti.
En 1942 il se rend à Genève quelque temps pour revoir sa famille, puis il revient en France. En 1943, il tourne dans le film d'André Cayatte, Au Bonheur des Dames avec Albert Préjean et Blanchette Brunoy. Le film séduit par la qualité de la reconstitution du roman d'Émile Zola et surtout l'interprétation où Michel Simon s'illustre de façon impressionnante.

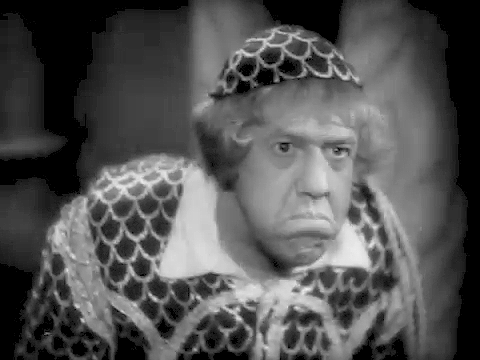
Le roi s'amuse de Mario Bonnard (1941).

En 1944, il joue au théâtre Pigalle dans la pièce d'un auteur connu pour ses opinions pro-nazies : Le Portier du paradis, d'Eugène Gerber. À la Libération, cela lui vaut d'être convoqué devant la commission d'épuration, il est accusé de collaboration. Le comédien, profondément ulcéré par cette accusation, réplique qu'il avait été dénoncé comme juif aux premiers temps de l'Occupation puis, plus tard, comme communiste.
À la fin de l'année 1945, Michel Simon retrouve le chemin des studios pour le tournage d’Un ami viendra ce soir de Raymond Bernard avec Madeleine Sologne sur une musique d'Arthur Honegger. Pendant la Seconde Guerre mondiale, un groupe de maquisards se réfugie dans un asile d'aliénés, il interprète le rôle de Michel Lemaret.
En 1948, il retourne en Italie pour interpréter le sénateur Fabien Sévère dans la superproduction Fabiola d'Alessandro Blasetti avec Michèle Morgan et Henri Vidal se situant dans la Rome antique du IVe siècle avec 80 décors et 50 000 figurants.

### René ClairetSacha Guitry

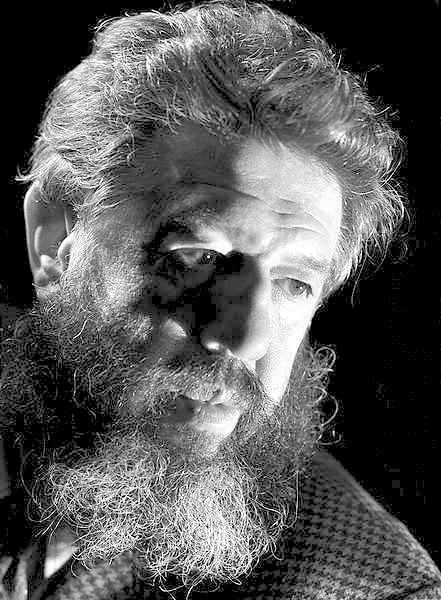
L'acteur en 1948 (Studio Harcourt).

En 1950, René Clair lui propose dans La Beauté du diable un rôle extraordinaire, celui de revisiter le mythe de Faust d'après le conte populaire de Goethe. Au seuil de sa mort, le professeur d'université Faust est plein de regrets, Méphistophélès (l'incarnation du Diable) lui propose un pacte : vendre son âme en échange de la jeunesse et de la richesse et il lui montrera aussi l'avenir. Le numéro d'acteur de Michel Simon — à double face — est stupéfiant avec, d'une part le vieux professeur Henri Faust et, d'autre part, le diable sur terre Méphistophélès. C'est un face à face de légende entre Michel Simon et Gérard Philipe. René Clair écrit : « À quoi peut ressembler le Diable, sinon, dans un spectacle, à l'acteur qui l'incarne? Est-il petit, grand, gros ou maigre, jeune ou vieux? Nous avons pensé qu'il est le reflet de chacun de nous. Et puisque c'est Faust qui l'invoque, c'est de Faust lui-même qu'il est l'image ». Michel Simon reçoit pour ce film le Grand Prix d'interprétation masculine au Festival de Punta del Este.

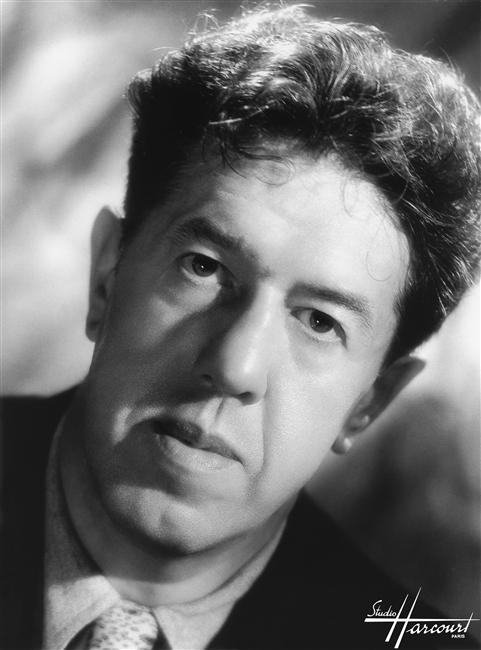
Michel Simon en 1943.

La rencontre avec le dramaturge et metteur en scène Sacha Guitry est également très importante pour Michel Simon, il ne cesse de dire qu'il s'agit de « L'un des plus grands auteurs français ». Ils tournent ensemble trois films : La Poison, La vie d'un honnête homme et Les trois font la paire.
En 1951, dans La Poison, il incarne Paul Braconnier qui n'a qu'une seule idée en tête : trouver le moyen d'assassiner sa femme Blandine (Germaine Reuver) sans risque. Dans le générique, Sacha Guitry dédicace le manuscrit de La Poison à Michel Simon, pour lequel il a écrit le film. Il l'a réalisé avec deux caméras en informant son équipe technique et ses acteurs, qu'il n'y aurait qu'une seule prise de vues par plan. Le film remporte un énorme succès financier et le tournage ne dure que onze jours.
L'année suivante dans La Vie d'un honnête homme, Sacha Guitry lui propose à nouveau d'interpréter un double rôle : les frères jumeaux Albert et Alain Ménard-Lacoste. L'un est riche et malheureux, l'autre vit plus modestement mais il est mieux dans sa peau. Quand le second meurt, le premier décide de se faire passer pour lui, personne au sein de la famille ne remarque le stratagème.

### André Hunebelle, Abel Gance et John Frankenheimer

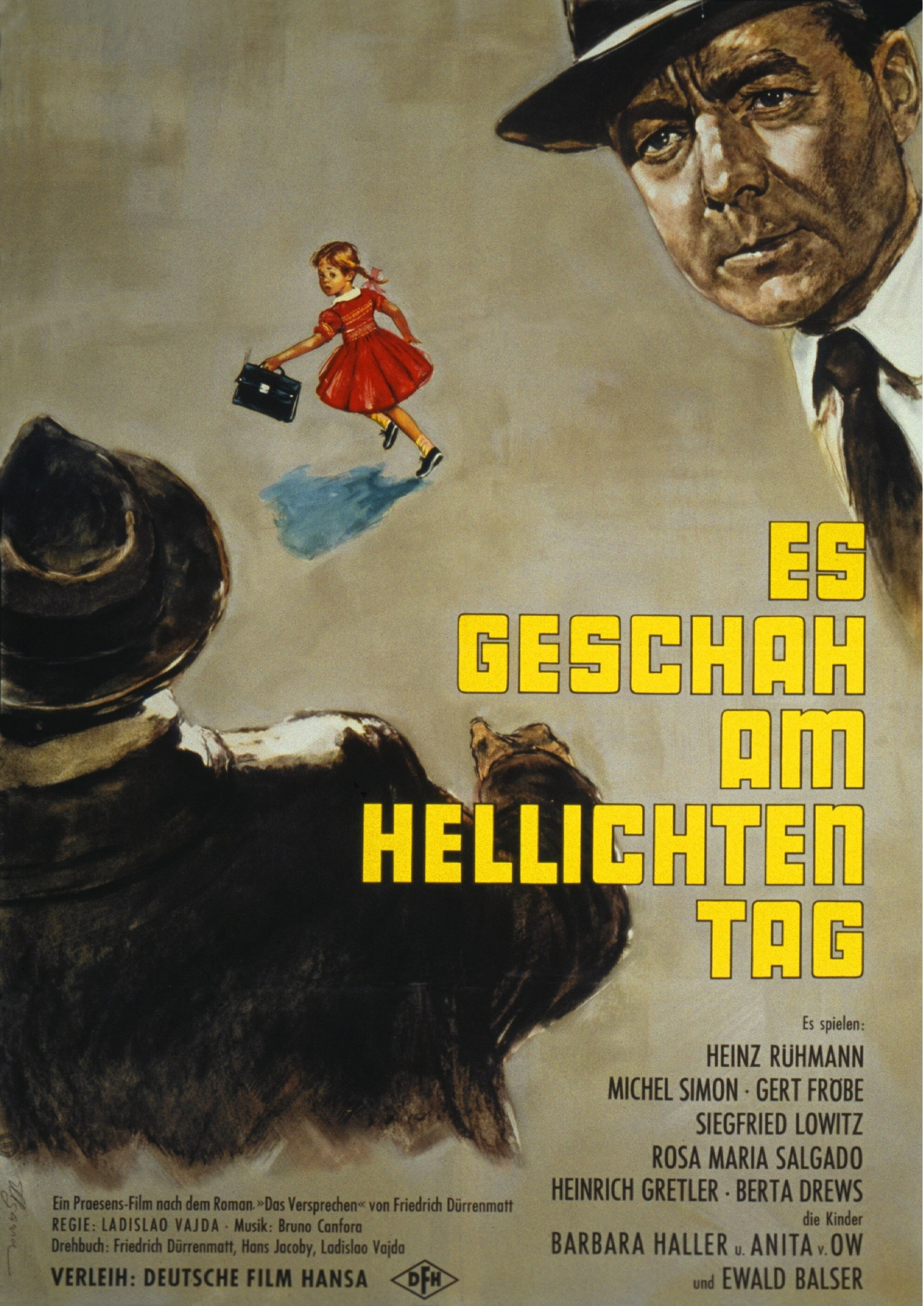
Ça s'est passé en plein jour (1958).

En 1952, Michel Simon tourne dans huit films, dont Monsieur Taxi d'André Hunebelle, il interprète Pierre Verger, un chauffeur de taxi bourru, un peu anar mais avec un cœur en or. Trois ans après le cinéaste lui confie le rôle Maurice Martin, un concierge et facteur à Montmartre un peu anar, dans L'Impossible Monsieur Pipelet avec Gaby Morlay et Louis de Funès.
En 1957, il accepte par amitié pour Sacha Guitry qui est très malade, un rôle dans son dernier film Les trois font la paire avec Pauline Carton, Sophie Desmarets, Philippe Nicaud et Darry Cowl.
En 1958, Ladislas Vajda réalise Ça s'est passé en plein jour avec Michel Simon, Gert Fröbe et Heinz Rühmann. C’est une coproduction entre la Suisse, l’Allemagne de l’Ouest et l’Espagne. Le scénario original est écrit par le dramaturge Friedrich Dürrenmatt. C’est d’après son scénario original que Durrenmatt a écrit La Promesse (Das Versprechen) publié la même année que la sortie du film. L’action commence dans le canton de Berne et trouve sa conclusion dans le canton des Grisons, connu pour ses paysages alpins.

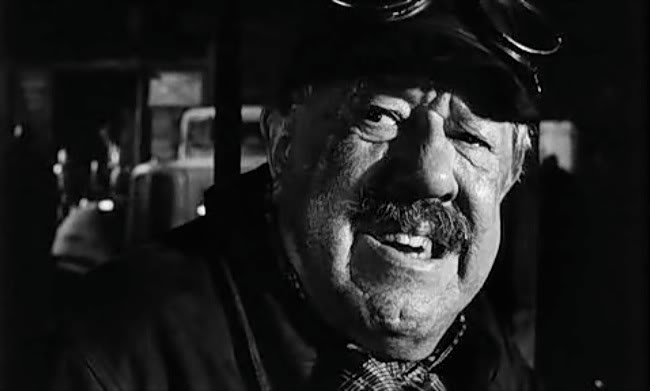
Michel Simon dans Le Train de John Frankenheimer (1964).

Durant le tournage d'Un certain monsieur Jo, en 1958, de René Jolivet, Michel Simon tombe très gravement malade à la suite d'une intoxication de teinture pour sa barbe qui s'attaque à ses nerfs cervicaux. Cela handicape gravement sa capacité de mémorisation et fait fuir les producteurs. Après deux années d'absence, il revient au cinéma en 1960 avec Pierrot la tendresse de François Villiers dans le rôle d'un tueur à gages avec Claude Brasseur, Jean-Pierre Marielle et Dany Saval.
Michel Simon tourne deux films avec le grand cinéaste Abel Gance. En 1960 une fresque à grand spectacle Austerlitz, au milieu d'une distribution impressionnante : Vittorio De Sica, Orson Welles, Claudia Cardinale, Jean Marais, Leslie Caron, Martine Carol et Pierre Mondy dans le rôle de Napoléon Bonaparte. En 1964, il interprète le duc de Mauvières dans Cyrano et d'Artagnan.
En 1964 il tourne Le Train du réalisateur américain John Frankenheimer aux côtés de Burt Lancaster et de Jeanne Moreau. Le film s'inspire du déraillement du train (dit d'Aulnay) en août 1944, dont le chargement contient des œuvres d'art de grande valeur.

### Ses derniers films
À 71 ans, Michel Simon fait une nouvelle rentrée réussie au cinéma en 1966 avec Le Vieil Homme et l'Enfant de Claude Berri. Durant le second conflit mondial, un petit garçon juif (Alain Cohen) est recueilli par deux personnes âgées. Dans le rôle de Pépé, il campe un ancien poilu de la Première Guerre mondiale, un gueulard anticlérical et antisémite qui ne cesse d'accuser les Juifs, les rouges et les francs-maçons d'être la cause de tous les maux de la France. Le film a obtenu l’Ours d’argent au festival international du film de Berlin.
En 1968, il récidive à nouveau dans un rôle de grand-père dans le film Ce sacré grand-père de Jacques Poitrenaud, l'adaptation du roman Je m'appelle Jéricho de Catherine Paysan. C'est en marge du tournage du film que Serge Gainsbourg et Michel Simon chantent L'Herbe tendre .
En 1971, le cinéaste polonais Walerian Borowczyk lui confie dans Blanche le rôle d'un vieux seigneur qui dirige son château-fort au XIIIe siècle dans une zone reculée. C'est un vaudeville, avec Georges Wilson et Jacques Perrin qui ne cesse de jouer sur les fausses pistes, Borowczyk s'amusant à manipuler le spectateur.

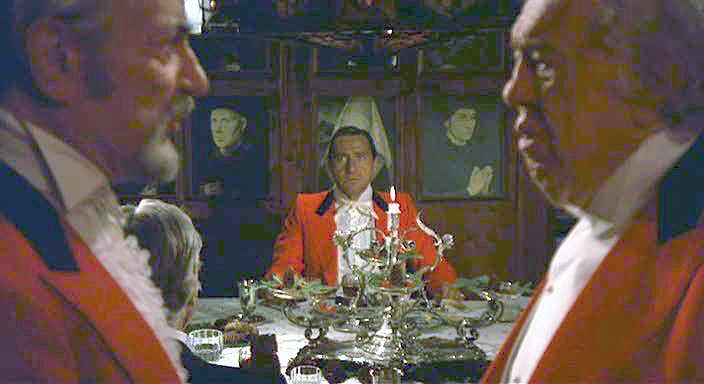
Michel Simon (à droite) dans La Plus Belle Soirée de la vie (1972).

En 1972, il tourne La plus belle soirée de ma vie réalisé par Ettore Scola d’après le roman La Panne de Friedrich Dürrenmatt. Michel Simon interprète le procureur Zorn avec les acteurs Pierre Brasseur, Alberto Sordi, Charles Vanel et Claude Dauphin.
C’est Jean-Pierre Mocky qui fait tourner Michel Simon, l’année de sa mort en 1975, dans son dernier film L'Ibis rouge qui est inspiré du roman Knock Three One Two de l'écrivain américain Fredric Brown. Il interprète le rôle bouleversant d'un vieux marchand de journaux acariâtre Zizi aux côtés de Michel Serrault et Michel Galabru. Mocky raconte que Michel Simon a accepté de jouer dans le film parce qu'il se tournait au canal Saint-Martin sur le lieu exact où il avait tourné 40 années auparavant L'Atalante. C'est sa dernière apparition au cinéma, Michel Simon meurt le 30 mai 1975, soit 9 jours après la sortie du film en salles.

### Distinctions
Michel Simon a reçu de nombreux prix et hommages au cours de sa carrière :
- Grand prix d'interprétation masculine au festival de Locarno pour Non coupable de Henri Decoin en 1947 ;
- En marge du festival de Venise en 1950, Ruban d'argent du meilleur acteur étranger dans un film italien pour son interprétation dans La Beauté du diable[40] ;
- Prix populiste de la ville de Paris et référendum de Vichy pour Monsieur Taxi d'André Hunebelle en 1952 ;
- Hommage de la ville de Bruxelles en 1960 ;
- Hommage de la Cinémathèque française en 1965 ;
- Hommage du festival de Cannes pour « services rendus à la cause du cinéma » en 1967 ;
- Ours d'argent du meilleur acteur au festival de Berlin pour Le Vieil Homme et l'Enfant en 1967[41] ;
- Prix d'interprétation au festival de Panama en 1967 ;
- Prix spécial du jury au festival de Contis en 1967 ;
- Prix d'interprétation au festival de Prague en 1968 ;
- Hommage du musée d'Art moderne de New York en 1968.

En 1989, le Prix Michel-Simon est créé par Alain Losi au sein du festival Les Acteurs à l’Écran. Il est décerné à une jeune comédienne et un jeune comédien, révélés dans un long-métrage de l'année.

## Filmographie
Michel Simon a joué dans 145 films, il confie à Jean-Pierre Hauttecœur  : « Quand on m’apporte un rôle, je m’en imprègne, je deviens quelqu’un d’autre. C’est une suite de sensations que j’éprouve en approfondissant le personnage et, tout d’un coup, je sors de ma peau. Je peux parfaitement devenir un assassin naturellement sans violer ma nature intime. J’aime assez ça, je dois dire. Mais j’ai eu des remords après le film Le Quai des brumes en pensant que ce personnage avait tellement impressionné les gens qu’il allait peut-être éveiller une vocation d’assassin. Il y a déjà une telle profusion de meurtres ».

### Cinéma

#### Années 1920
- 1924 : La Galerie des monstres de Jaque-Catelain et Marcel L'Herbier : (petit rôle) ;
- 1925 : La Vocation d'André Carel ou La Puissance du travail de Jean Choux : Marius Duret ;
- 1925 : Feu Mathias Pascal de Marcel L'Herbier : Jérôme Pomino ;
- 1926 : L'Inconnue des six jours [N 1] de René Sti : le valet de chambre ;
- 1927 : Casanova d'Alexandre Volkoff : le premier sbire ;
- 1928 : Tire-au-flanc de Jean Renoir : Joseph Turlot, le valet de chambre ;
- 1928 : La Passion de Jeanne d'Arc de Carl Theodor Dreyer : Jean Lemaître, un juge ;
- 1929 : Pivoine[N 2] d'André Sauvage : Pivoine.

#### Années 1930
- 1930 : L'Enfant de l'amour de Marcel L'Herbier : Loredan ;
- 1931 : On purge bébé de Jean Renoir : M. Chouilloux ;
- 1931 : La Chienne de Jean Renoir : Maurice Legrand ;
- 1931 : Baleydier de Jean Mamy : Baleydier ;
- 1931 : Jean de la Lune de Michel Simon (signé par Jean Choux) : Clotaire (dit Clo-Clo) ;
- 1932 : Boudu sauvé des eaux de Jean Renoir[N 3] : Boudu ;
- 1933 : Miquette et sa mère d'Henri Diamant-Berger, D. B. Maurice et Henri Rollan : Monchablon ;
- 1933 : Léopold le bien-aimé d'Arno-Charles Brun : M. Ponce ;
- 1933 : Du haut en bas de Georg Wilhelm Pabst : M. Bodeletz ;
- 1934 : Lac aux dames de Marc Allégret : Oscar Lyssenhop ;
- 1934 : Le Bonheur de Marcel L'Herbier : Noël Malpiaz ;
- 1934 : L'Atalante de Jean Vigo : le père Jules ;
- 1935 : Le Bébé de l'escadron ou Quand la vie était belle de René Sti : Perrot Joly ;
- 1935 : Amants et Voleurs de Raymond Bernard : M. Doizeau ;
- 1935 : Adémaï au Moyen Âge de Jean de Marguenat : lord Pickwickdam ;
- 1936 : Sous les yeux d'Occident ou Razumov de Marc Allégret : Lespara ;
- 1936 : Moutonnet de René Sti : Frécheville ;
- 1936 : Le Mort en fuite d'André Berthomieu : Achille Baluchet ;
- 1936 : Les Jumeaux de Brighton de Claude Heymann : Labrosse ;
- 1936 : Jeunes Filles de Paris de Claude Vermorel : Milord, le baron de Beaupoil ;
- 1936 : Faisons un rêve de Sacha Guitry (participation au prologue) ;
- 1937 : Le Choc en retour de Georges Monca et Maurice Kéroul : Laverdac ;
- 1937 : Boulot aviateur de Maurice de Canonge : le baron Bobèche du Maillot ;
- 1937 : Drôle de drame de Marcel Carné : Irwin Molyneux, alias Félix Chapel ;
- 1937 : La Bataille silencieuse de Pierre Billon : le capitaine Sauvin dit « le Poisson chinois » ;
- 1937 : Naples au baiser de feu d'Augusto Genina : Michel ;
- 1938 : Le Ruisseau de Claude Autant-Lara : le comte Édouard de Bourgogne dit « l'Escargot » ;
- 1938 : Mirages ou Si tu m'aimes d'Alexandre Ryder : Michel ;
- 1938 : Les Nouveaux Riches d'André Berthomieu : M. Martinet ;
- 1938 : Les Disparus de Saint-Agil de Christian-Jaque : Lemel ;
- 1938 : La Chaleur du sein de Jean Boyer : Michel Quercy ;
- 1938 : Belle Étoile de Jacques de Baroncelli : Léon dit « Belle Étoile » ;
- 1938 : Le Règne de l'esprit malin de Max Haufler : Luc ;
- 1938 : Le Quai des brumes de Marcel Carné : Zabel ;
- 1939 : Eusèbe député d'André Berthomieu : Eusèbe Bonbonneau ;
- 1939 : Noix de coco de Jean Boyer : Josserand ;
- 1939 : Les Musiciens du ciel de Georges Lacombe : le capitaine Simon ;
- 1939 : Fric-Frac de Maurice Lehmann : Jo-les bras-coupés ;
- 1939 : Derrière la façade de Georges Lacombe et Yves Mirande : M.  Picking ;
- 1939 : Le Dernier Tournant de Pierre Chenal : Nick Marino ;
- 1939 : Cavalcade d'amour de Raymond Bernard : le tyran, Monseigneur de Maupré, Lacouret ;
- 1939 : La Fin du jour de Julien Duvivier : Cabrissade ;
- 1939 : Circonstances atténuantes de Jean Boyer : M. Gaëtan dit « Le Sentencier » ;
- 1939 : Paris-New York d'Yves Mirande et Claude Heymann : l'inspecteur Boucheron.

#### Années 1940
- 1940 : La Comédie du bonheur de Marcel L'Herbier : M. Jourdain ;
- 1941 : La Tosca (Tosca) de Carl Koch : le baron Scarpia ;
- 1941 : Le roi s'amuse (Il ré se diverte) de Mario Bonnard : Triboulet ;
- 1942 : La Dame de l'Ouest (Una signora dell'Ovest) de Carl Koch : Carras ;
- 1943 : Vautrin de Pierre Billon : Carlos Herrera-Vautrin alias Jacques Colin ;
- 1943 : Au Bonheur des Dames d'André Cayatte : Baudu ;
- 1945 : Un ami viendra ce soir de Raymond Bernard : Michel Lemaret ;
- 1946 : La Taverne du poisson couronné de René Chanas : le capitaine Palmer ;
- 1946 : Panique de Julien Duvivier : M. Hire ;
- 1947 : Non coupable de Henri Decoin : le docteur Michel Ancelin ;
- 1947 : La Carcasse et le Tord-cou de René Chanas : le « Tord-cou » ;
- 1947 : Les Amants du pont Saint-Jean de Henri Decoin : Alcide Garonne ;
- 1949 : Fabiola d'Alessandro Blasetti : Fabien Sévère.

#### Années 1950
- 1950 : La Beauté du diable de René Clair : Faust vieux, Méphistophélès ;
- 1950 : Les Deux Vérités (Le due vérita) d'Antonio Leonviola : maître Simoni ;
- 1951 : La Poison de Sacha Guitry : Paul Louis Victor Braconnier ;
- 1951 : Vedettes sans maquillage, court métrage documentaire de Jacques Guillon : lui-même ;
- 1951 : La Cité du midi, court métrage documentaire de Jacques Baratier (narrateur) ;
- 1952 : Le Marchand de Venise de Pierre Billon : Shylock ;
- 1952 : Hôtel des Invalides, court métrage documentaire de Georges Franju (narrateur) ;
- 1952 : Monsieur Taxi d'André Hunebelle : Pierre Verger ;
- 1952 : La Fille au fouet de Jean Dréville : le tuteur d'Angélina ;
- 1952 : Das Geheimnis vom Bergsee de Jean Dréville (version allemande de La Fille au fouet) ;
- 1952 : Brelan d'as d'Henri Verneuil, sketch Les témoignages d'un enfant de chœur : le commissaire Maigret ;
- 1952 : Le Rideau rouge ou Ce soir on joue Macbeth d'André Barsacq : Lucien Bertal / Léonard ;
- 1953 : La Vie d'un honnête homme de Sacha Guitry : Alain et Albert Ménard-Lacoste (double rôle) ;
- 1952 : Le Chemin de Damas de Max Glass : Caïphe ;
- 1952 : Femmes de Paris de Jean Boyer : le professeur Charles Buisson ;
- 1953 : L'Étrange Désir de monsieur Bard de Géza von Radványi, Auguste Bard ;
- 1953 : Saadia d'Albert Lewin : Bou Rezza ;
- 1953 : Par ordre du tsar d'André Haguet : le prince de Sayn Wittgenstein ;
- 1953 : Ungarische rhapsodie (version allemande du film Par ordre du tsar) de Peter Berneis et André Haguet : le général de Sayn Wittgenstein ;
- 1953 : Vedettes sans maquillage, court-métrage documentaire de Jacques Guillon : lui-même ;
- 1953 : Quelques pas dans la vie (Tempi nostri) de Alessandro Blasetti, dans le sketch « La confession » : un prêtre ;
- 1955 : L'Impossible Monsieur Pipelet de André Hunebelle : Maurice Martin ;
- 1956 : Mémoires d'un flic de Pierre Foucaud : le commissaire Henri Dominique ;
- 1956 : La Joyeuse Prison de André Berthomieu : Benoit ;
- 1957 : Les trois font la paire de Sacha Guitry : le commissaire Bernard ;
- 1957 : Un certain monsieur Jo de René Jolivet : Joseph (« Jo » Guardini) ;
- 1958 : Ça s'est passé en plein jour (Es geschah am hellichtentag) de Ladislas Vajda : M. Jacquier ;
- 1959 : Simenon, court métrage documentaire de Jean-François Hauduroy : lui-même ;
- 1959 : La Femme nue et Satan (Nackte und der satan) de Victor Trivas : le professeur Abel ;
- 1959 : Mon ami Lazlo, court métrage de François Raymond ;
- 1959 : Austerlitz d'Abel Gance : Alboise de Pontoise.

#### Années 1960
- 1960 : Pierrot la tendresse de François Villiers : Pierrot ;
- 1960 : Candide ou l'Optimisme au XXe siècle de Norbert Carbonnaux : le colonel Nanar ;
- 1961 : Chasse aux vedettes, court métrage documentaire de Camille Chatelot : lui-même ;
- 1962 : Le Diable et les Dix Commandements de Julien Duvivier : Jérôme Chambard ;
- 1962 : Le Bateau d'Émile ou Le Homard flambé de Denys de La Patellière : Charles-Edmond Larmentiel ;
- 1962 : Cyrano et d'Artagnan d'Abel Gance : Mauvières ;
- 1962 : L'Échiquier de Dieu ou Marco Polo, film inachevé[N 4] de Christian-Jaque ;
- 1962 : Pourquoi Paris ? de Denys de La Patellière ;
- 1963 : Monde de nuit (Mondo di notte numero 3), documentaire de Gianni Proia ;
- 1964 : Le Train de John Frankenheimer et Bernard Farrel : Papa Boule ;
- 1964 : Steinlein (court métrage) d'Alain Saury (narrateur) ;
- 1964 : Michel Simon, court métrage documentaire de Ole Roos : lui-même ;
- 1965 : Ecce Homo, court métrage documentaire d'Alain Saury (narrateur) ;
- 1965 : Deux Heures à tuer de Ivan Govar : Nénette ;
- 1966 : Le Vieil Homme et l'Enfant de Claude Berri : Pépé ;
- 1968 : Ce sacré grand-père de Jacques Poitrenaud : le grand-père Jéricho.

#### Années 1970
- 1970 : La Maison de Gérard Brach : Louis Compiègne ;
- 1970 : Contestation générale (Contestazione generale) de Luigi Zampa, dans le sketch « Concerto pour trois flûtes » : Cavazza ;
- 1971 : Blanche de Walerian Borowczyk : le seigneur ;
- 1972 : La Plus Belle Soirée de ma vie (La più bella serata della mia vita) d'Ettore Scola : Zorn ;
- 1973 : Le Boucher, la Star et l'Orpheline de Jérôme Savary : l'érotologue ;
- 1975 : L'Ibis rouge de Jean-Pierre Mocky : Zizi.

### Télévision
- 1960 : Boubouroche de Stellio Lorenzi ;
- 1964 : Cinéastes de notre temps, Jean Vigo, documentaire de Jacques Rozier : lui-même ;
- 1965 : Six comédiens sans personnage de Jean-Émile Jeannesson ;
- 1965 : Cinéastes de notre temps, Sacha Guitry, documentaire : lui-même ;
- 1966 : La nuit écoute de Claude Santelli ;
- 1966 : Cinéastes de notre temps, portrait de Michel Simon par Jean Renoir ou portrait de Jean Renoir par Michel Simon, documentaire de Jacques Rivette : lui-même ;
- 1968 : Du vent dans les branches de sassafras de Jacques Duhen : John-Emery Rockfeller ;
- 1969 : Cinéastes de notre temps, René Clair, documentaire : lui-même ;
- 1973 : Bienvenue à Michel Simon, documentaire de Jacques Audoir : lui-même ;
- 1974 : Histoire du cinéma français par ceux qui l'on fait, documentaire d'Armand Panigel : lui-même ;
- 1995 : Michel Simon, documentaire de Moïse Maatouk.

## Carrière au théâtre
Michel Simon s'impose sur les planches en 1929, dans une pièce jouée avec Louis Jouvet à la Comédie des Champs-Elysées, Jean de la lune . Il joue dans plus de 150 pièces de théâtre. Il a joué un très large répertoire, notamment ceux de Shakespeare, George Bernard Shaw, Luigi Pirandello, Oscar Wilde, Édouard Bourdet et Henri Bernstein. En 1929, Jean de la Lune de Marcel Achard, mis en scène par Louis Jouvet, est l’un de ses plus grands succès.
En 1957, des soucis de santé affectant sa mémoire. Il annonce avoir été intoxiqué par une teinture à barbe et il doit renoncer à la scène. Il effectue un remarquable retour au théâtre en 1965 avec le rôle principal de John-Emery Rockefeller (un dur à cuire) dans Du vent dans les branches de sassafras de René de Obaldia. Michel Simon retrouve enfin son public.

### Années 1930
- 1932 : 145, Wall Street de George S. Brooks (en) et Walter B. Lister, théâtre du Gymnase ;
- 1933 : Le Bonheur d'Henri Bernstein, mise en scène de l'auteur, théâtre du Gymnase ;
- 1933 : Le Cercle de William Somerset Maugham, mise en scène de Lucien Rozenberg, théâtre des Ambassadeurs ;
- 1934 : Le Bonheur, mesdames opérette de Francis de Croisset et Albert Willemetz, musique de Henri Christiné, théâtre des Bouffes-Parisiens ;
- 1935 : Hommage des acteurs à Pirandello : Six personnages en quête d'auteur de Luigi Pirandello, théâtre des Mathurins ;
- 1935 : Les Joies du Capitole, opérette de Jacques Bousquet et Albert Willemetz, musique de Raoul Moretti, théâtre de la Madeleine ;
- 1935 : La Revue des Nouveautés, revue de Rip, théâtre des Nouveautés ;
- 1936 : Fric-Frac d'Édouard Bourdet, théâtre de la Michodière.

### Années 1940
- 1944 : Le Portier du paradis d'Eugen Gerber, mise en scène d'Henri Beaulieu, théâtre Pigalle ;
- 1948 : Marqué défendu de Marcel Rosset, mise en scène de Charlie Gerval, théâtre des Célestins.

### Années 1950
- 1950 : Fric-Frac d'Édouard Bourdet, mise en scène de Simone Berriau, théâtre Antoine puis théâtre des Célestins : Jo ;
- 1955 : Charmante Soirée de Jacques Deval, mise en scène de l'auteur, théâtre des Variétés ;
- 1959 : Théodore cherche des allumettes et Boubouroche de Georges Courteline, mise en scène de Georges Chamarat, en tournée.

### Années 1960
- 1960 : Théodore cherche des allumettes et Boubouroche de Georges Courteline, mise en scène Georges Chamarat, théâtre des Célestins ;
- 1961 : Alcool de Jacques Robert, mise en scène Christian-Gérard, théâtre de l'ABC ;
- 1964 : Charmante Soirée de Jacques Deval, mise en scène de l'auteur, théâtre des Variétés : Paul ;
- 1965 : Du vent dans les branches de sassafras de René de Obaldia, mise en scène de René Dupuy, théâtre Gramont ;
- 1967 : Du vent dans les branches de sassafras de René de Obaldia, mise en scène René Dupuy, théâtre des Célestins.

## Hommages

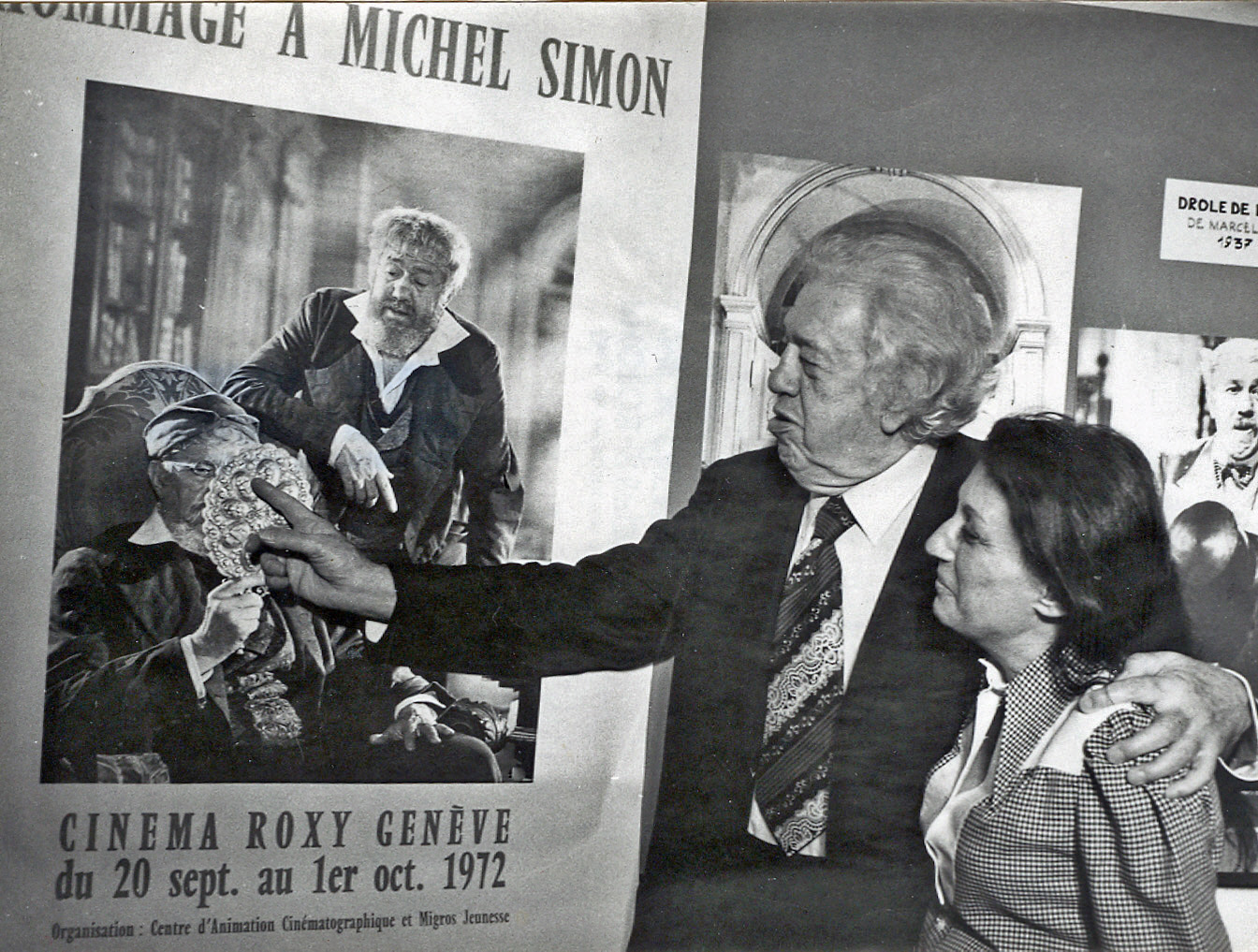
Michel Simon à Genève en 1972, à l'occasion de l'hommage qui lui est rendu dans sa ville natale.

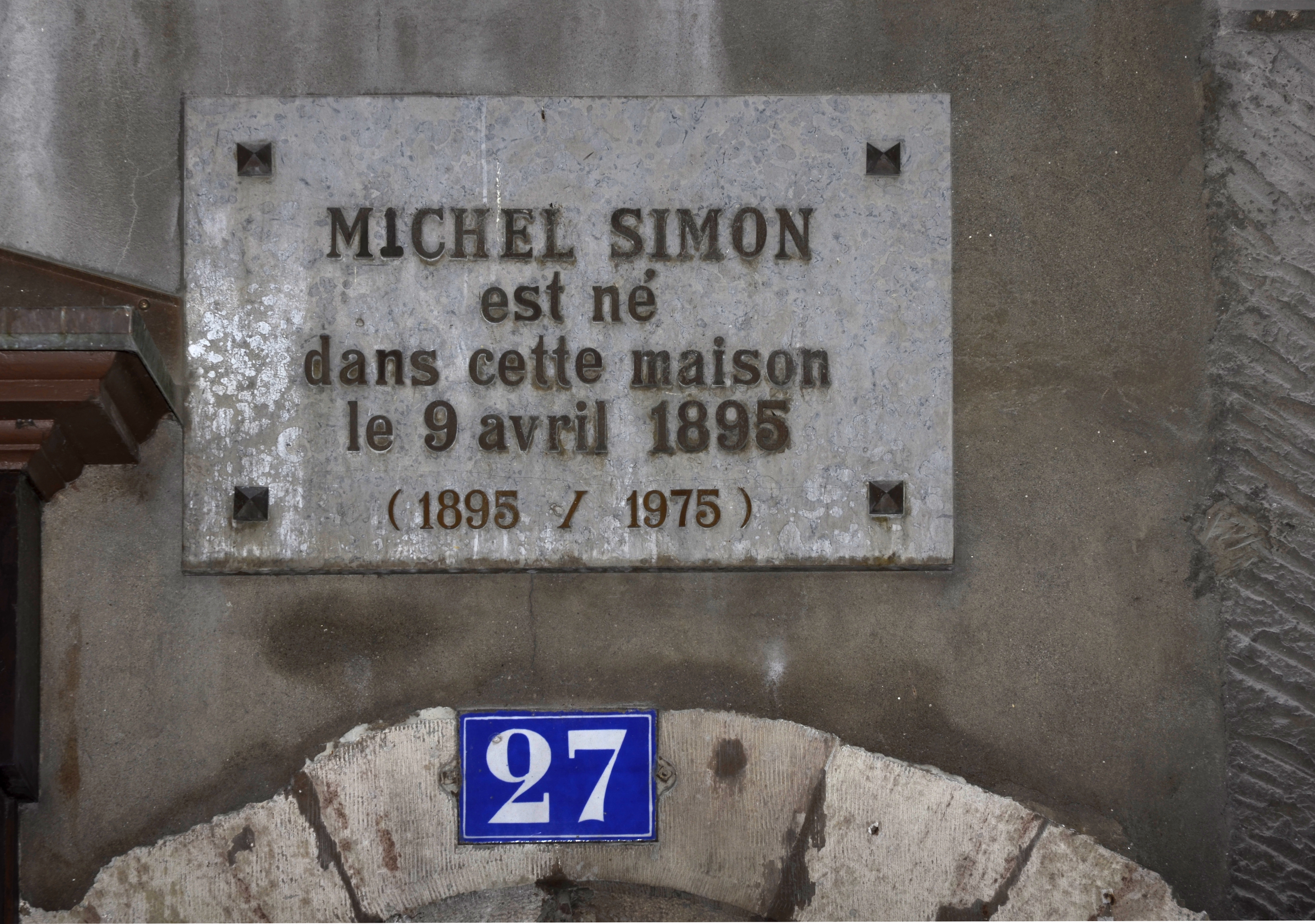
Plaque 27 Grand Rue (Genève), où il est né.

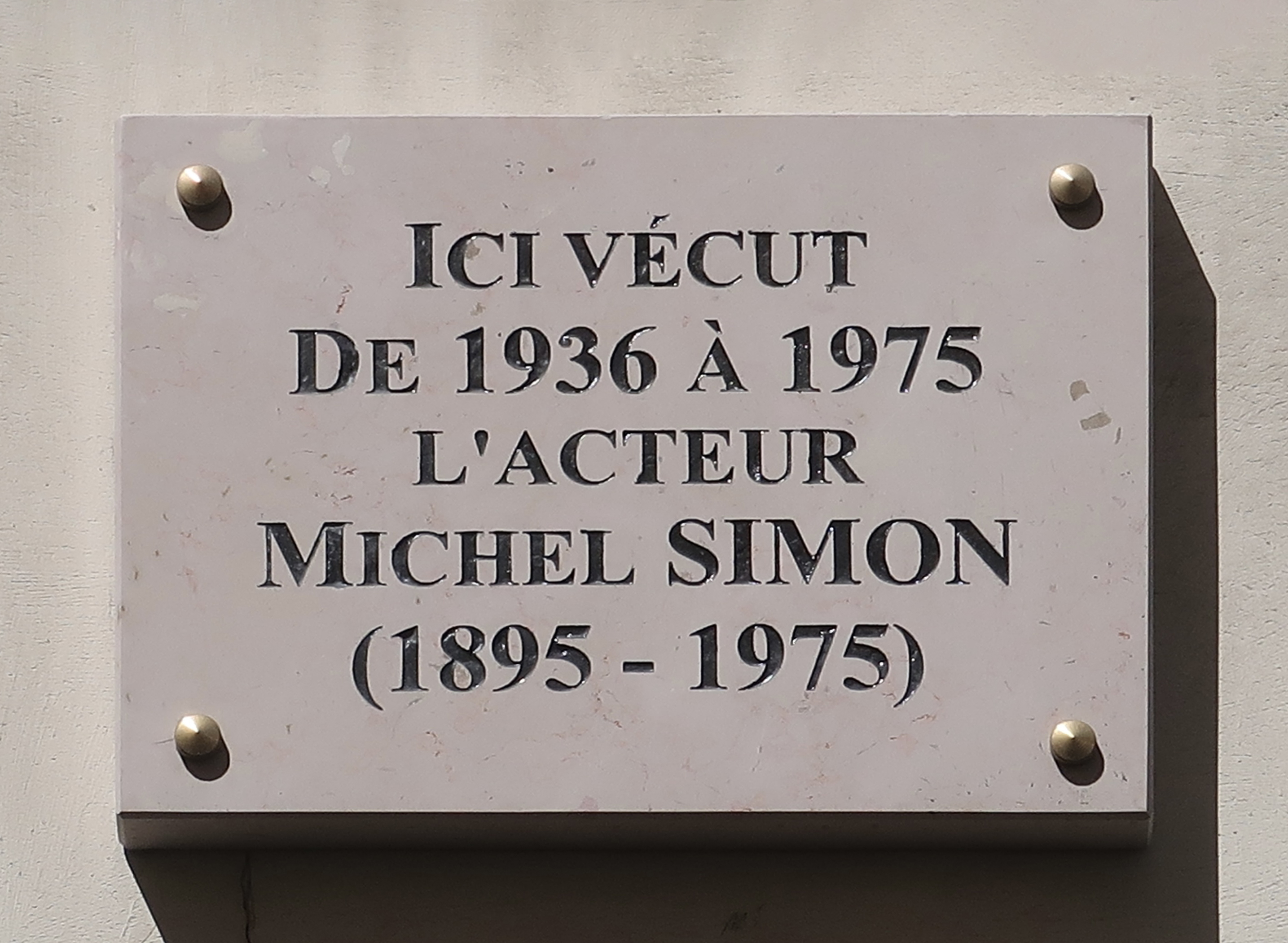
Plaque 37 rue Beauregard (Paris), où il vécut.

### Genève
Trois ans avant sa mort, Michel Simon assiste, dans sa ville natale de Genève, à un hommage qui lui est rendu du 20 septembre au 1er octobre 1972 au Centre d'Animation Cinématographique (salle Roxy) par Claude Richardet et François Roulet. Une sélection d’une trentaine de ses films les plus célèbres sont projetés en sa présence. À cette occasion, il a expliqué être heureux de visionner certains des films qu'il n'avait pas pu voir précédemment, car à une certaine époque il tournait plusieurs films dans la même journée et le soir il jouait au théâtre. Au total, Michel Simon a joué dans 145 films et 150 pièces de théâtre.

### Par ses pairs
- Charlie Chaplin, "Michel Simon est un acteur extraordinaire. Il est capable de tout, de la farce à la tragédie. Il a une compréhension profonde de la nature humaine et il est capable de nous faire rire et pleurer à la fois. C'est un artiste complet, un véritable génie. J'ai toujours été un grand admirateur de son travail, en particulier de sa performance dans "Le Quai des brumes". Il est un acteur qui ne ressemble à aucun autre. Il a une présence unique et une capacité à nous transporter dans ses personnages. C'est un véritable artiste." (Revue Cinémonde No 700 de 1958) [47],[48];
- Sacha Guitry, "Michel Simon est le plus grand acteur du monde";
- Jean Cocteau, « Michel Simon est une énigme vivante. Sa grandeur vient de ce que ni lui, ni aucun autre ne peuvent la résoudre. Il était tout à la fois Boudu et Clo-Clo, le vieil homme attendrissant de Gérard Brach dans La Maison et le solitaire inquiétant du Quai des brumes. Dans quelle peau se sentait-il le plus à l’aise ? » ;
- Marcel Carné, « C’est en regardant tourner Michel Simon que j’ai eu devant les yeux l’image du génie humain, surtout dans Drôle de drame. Il a vraiment donné toute sa mesure au cinéma et je n’ai vraiment qu’un regret : c’est de n’avoir tourné que deux films avec lui. Il était aussi à l’aise dans le comique que dans le drame et il aurait pu faire un grand tragédien, un interprète de Shakespeare » ;
- René Clair, « C’était une des plus grandes figures du théâtre et du cinéma français. Une personnalité unique dont le caractère bien marqué lui permettait justement de se prêter à tous les rôles. Il avait le sens du comique. Je me souviens de sa découverte dans Mesure sur mesure. Il passait sa tête par une porte et il déclenchait ainsi le rire de toute la salle » ;
- Jacques Prévert, « C'est un seigneur d'ailleurs, un clochard étoilé, un impeccable Lord de la rue des Anglais, un génial idiot de vaudeville, un terrible assassin de Thomas de Quincey » ;
- Jean-Louis Barrault, « Il présente son personnage avec une telle vérité, qu'il risque de faire éclater l'illusion » ;
- Claude Berri, « J’étais persuadé que Michel Simon nous enterrerait tous. Il était d’une force prodigieuse. Lors du tournage du Vieil Homme et l’Enfant, à 74 ans, il se baignait dans les eaux glacées. Pour moi, ce film avait représenté une aventure exceptionnelle. Peut-être la plus importante de toute ma vie. Je n’en reviens pas ».
- Michel Galabru, "Michel Simon était un génie. Je pense qu’il a été l’un des plus grands acteurs de ce siècle. Peut-être même le plus grand. Et lorsqu'il jouait, il n’y avait pas une inflexion de sa voix, une lueur de son regard, un geste, un mouvement de son corps qui n’exprimaient pas cette espèce de vérité intégrale. (…) Plus qu’un acteur de génie ; il était monstrueusement humain".